# Martin Altrichter
Martin Altrichter (né le 16 novembre 1972 à Jihlava en Tchécoslovaquie aujourd'hui ville de République tchèque) est un joueur professionnel de hockey sur glace.

## Carrière
Il évolue en tant que gardien de but depuis 1994 dans les différents championnats de République tchèque, que ce soit dans l'Extraliga ou la 1.liga. Ainsi entre 1994 et 2006, il joue pour dix équipes tchèques différentes et il joue même quelques matchs dans le championnat slovaque pour le HC Dukla Trenčín et dans le championnat allemand pour le club de l'ECR Revier Löwen. Dans sa carrière dans son pays il a joué pour les équipes suivantes :
- HC Slavia Prague
- HC ZKZ Plzeň
- HC Slezan Opava
- HC Havířov Panthers
- HC Senators Rosice
- HC Znojemští Orli
- KLH Chomutov
- HC Zlín
- HC Olomouc
- HC Vsetín
- HC Chemopetrol Litvínov
- BK Mladá Boleslav

Avant le début de la saison 2007-08, il a joué 217 matchs soit 11 330 minutes pour 560 buts encaissés. Pour la saison 2007-08, il signe au sein du HC České Budějovice pour être la doublure de Roman Turek.